# اوانیا پلیت
اوانیا پلیت (انگلیسی: Evania Pelite؛ زادهٔ ۱۲ ژوئیهٔ ۱۹۹۵) بازیکن راگبی ۷ نفره اهل استرالیا است.
وی در مسابقات کشوری و بین‌المللی در مجموع برندهٔ ۱ مدال طلا شده‌است.